# Kammarrätten i Sundsvall
Kammarrätten i Sundsvall är en förvaltningsdomstol, en av fyra kammarrätter i Sverige. Kammarrätterna är normalt andra nivån i de allmänna förvaltningsdomstolarnas instansordning.
Kammarrätten i Sundsvall prövar främst mål och ärenden från Förvaltningsrätten i Falun, Förvaltningsrätten i Härnösand, Förvaltningsrätten i Umeå och Förvaltningsrätten i Luleå eller förvaltningsmyndighet i Dalarnas, Gävleborgs, Västernorrlands, Jämtlands, Västerbottens eller Norrbottens län. Huvudregeln är att ett myndighetsbeslut som överklagas till förvaltningsrätt prövas av den förvaltningsrätt inom vars domkrets ärendet först prövades av myndigheten. Trafikverket, som har säte i Borlänge, är en statlig myndighet vars ärenden vanligen kan överklagas till Kammarrätten i Sundsvall efter att först behandlats i vederbörlig förvaltningsrätt.
I många fall krävs att kammarrätten meddelar prövningstillstånd för att den ska ta upp ett mål till behandling. Ett beslut eller en dom från kammarrätt kan normalt överklagas till Högsta förvaltningsdomstolen.

## Historia
Kammarrätten var från början en del av Kammarkollegiet som hanterade rikets räkenskaper. År 1695 beslutade kung Karl XI att bryta ut Kammarrätten från Kammarkollegiet.
Vid förvaltningsrättsreformen 1972 byggdes kammarrättsorganisationen ut. Det innebar bland annat att två avdelningar från den ursprungliga kammarrätten flyttades från Stockholm till Sundsvall och att Kammarrätten i Göteborg infördes. Den ursprungliga kammarrätten fick namnet Kammarrätten i Stockholm. Avdelningarna i Sundsvall ombildades 1974 till Kammarrätten i Sundsvall.

## Domare
Kammarrättens chef och högsta domare har titeln kammarrättspresident. Chef för avdelning på kammarrätten har titeln kammarrättslagman. Övriga ordinarie domare har titeln kammarrättsråd.

### Kammarrättspresidenter
- 1974–1998: Björn Orrhede
- 2000–2003: Björn Ekman
- 2003–2006: Kathrin Flossing
- 2007–2009: Margareta Åberg
- 2009–2016: Bertil Ekholm
- 2016–2024: Ylva Johansson[1][2]
- 2024–: Mattias Almqvist[2]